# موندياليتو (سيدات)
موندياليتو (سيدات)-Mundialito (women)- مهرجان كرة القدم النسائية الدولي المعروف باسم مونداليتو أو (كأس العالم الصغيرة"باللغة الإسبانية) هوبطولة عالمية بدعوة من الفرق الوطنية في كرة القدم النسائية. أقيمت هذه البطولة أربع مرات في المنطقة الشمالية من إيطاليا منذ عام 1984م، وكانت واحدة من أكثر أحداث كرة القدم النسائية شهرة، قبل ظهور كأس العالم للسيدات FIFA وكرة القدم النسائية الأولمبية.

## تاريخ
أقيمت النسخة الأولى من البطولة في اليابان، وذلك في سبتمبر 1981م. وخلال هذه البطولة تعادلت إيطاليا 1-1 مع الدنمارك ثم فازت على اليابان 9-0،  بينما فازت إنجلترا على اليابان 4-0 لكنها خسرت 1-0 أمام الدنمارك.  ولم يتم لعب مباريات اليابان والدنمارك وإنجلترا وإيطاليا.
في عامي 1984م و1985م، لعبت الفرق لأول مرة بنظام الدوري من دور واحد، ثم مباراة أخرى لتحديد الفائز، والمركز الثالث. وفي عامي 1986م و1988م، أقيمت الأدوار التمهيدية ضمن مجموعتين، بحيث يتأهل الأول على كل مجموعة إلى المباراة النهائية.
ومن بين الفرق الأكثر تتويجًا بهذه البطولة : إيطاليا بثلاثة ألقاب، ثم وإنجلترا بلقبين. وتميزت بطولة عام 1985م بالظهور الدولي الأول للمنتخب الوطني لكرة القدم للسيدات بالولايات المتحدة. 
هناك بطولة دولية أخرى أحدث لفرق كرة القدم النسائية، وهي كأس الغارفي، والتي تُعرف أيضًا بشكل غير رسمي باسم موندياليتو. 

## نتائج
| العام | المضيف  | الفرق |         | النهائي         | النهائي          | النهائي          |           | مباراة تحديد المركز الثالث | مباراة تحديد المركز الثالث | مباراة تحديد المركز الثالث |
| العام | المضيف  | الفرق | الفائز  | النتيجة         | الوصيف           | المركز الثالث    | النتيجة   | المركز الرابع              |                            |                            |
| 1981  | اليابان | 4     | إيطاليا | دوري جزئي       | الدنمارك         | انجلترا          | دوري جزئي | اليابان                    |                            |                            |
| 1984  | إيطاليا | 4     | إيطاليا | 3–1             | ألمانيا الغربية  | انجلترا          | 2–1       | بلجيكا                     |                            |                            |
| 1985  | إيطاليا | 4     | انجلترا | 3–2             | إيطاليا          | الدنمارك         | 1–0       | الولايات المتحدة           |                            |                            |
| 1986  | إيطاليا | 6     | إيطاليا | 1–0             | الولايات المتحدة | الصين            | 2–1       | اليابان                    |                            |                            |
| 1988  | إيطاليا | 6     | انجلترا | 2–1 (وقت إضافي) | إيطاليا          | الولايات المتحدة | 1–0       | فرنسا                      |                            |                            |

## روابط خارجية
- صفحة تاريخ RSSSF.com، مع روابط للنتائج الكاملة